# Gianfilippo Pavone
Gianfilippo Pavone (Asiago, 28 novembre 1988) è un allenatore di hockey su ghiaccio ed ex hockeista su ghiaccio italiano.

## Carriera
Pavone esordì nella stagione 2007-08 con 7 presenze e, a parte una parentesi con l'HC Gardena, giocò sempre nell'HC Asiago, diventando backup di Daniel Bellissimo dalla stagione successiva. In seguito saltò la stagione 2011-12 a causa di un'operazione al crociato anteriore.
A causa di questo infortunio dovette saltare anche la stagione seguente, quando fu sottoposto ad un secondo intervento chirurgico al ginocchio già operato l'anno precedente. Dopo due stagioni di stop forzato per infortunio tornò a disposizione di John Parco per la stagione 2013-14. Tornò a giocare un match ufficiale nel febbraio 2014, dopo quasi tre anni dall'ultima apparizione, la stagione successiva abbandonò definitivamente la carriera di giocatore diventando assistant coach della prima squadra dell'Asiago.

## Palmarès

### Club
- Campionato italiano: 2

Asiago: 2009-2010, 2010-2011
- Supercoppa italiana: 1

Asiago: 2013